# Avantages (magazine)
Pour les articles homonymes, voir Avantage.
Avantages est un magazine féminin mensuel français édité par la société éponyme du Groupe Marie Claire. Son prix de vente en kiosque est de 2 € (septembre 2006).

## Contenu rédactionnel
Le magazine comporte différentes rubriques sur la beauté, la santé et le bien-être, la cuisine, la mode, la littérature, le cinéma, la musique, les sorties, les voyages et le tourisme, la décoration, des conseils de jardinage, des recettes de cuisine et un horoscope.
Il a un site internet abordant des sujets plus vastes relatifs à la presse féminine.
Lien externe
- Site officiel